# 路竹交流道
路竹交流道為臺灣國道一號的交流道，位於臺灣高雄市路竹區，里程指標為338k，可聯絡路竹、阿蓮、湖內等北岡山地區，此交流道為銜接環球路（台28線），為高雄市北部主要聯絡道路之一。
|  | 338 路竹 |  | 阿蓮 路竹 |

## 外部連結
- 國道一號路竹交流道示意圖 （页面存档备份，存于）（交通部高速公路局）